# The World's 50 Best Restaurants
The World’s 50 Best Restaurants (les 50 meilleurs restaurants du monde) dit parfois « 50 Best » est un classement annuel réalisé par la société britannique William Reed Business Media, publié dans le magazine britannique Restaurant et sur internet.
Il est un des principaux concurrents du Guide Michelin.
Depuis 2016, d'autres palmarès sont publiés, distinguant des restaurants ou des individus, comme le World’s Best Female Chef (meilleure femme Chef du monde) et le World’s Best Pastry Chef (meilleur Chef pâtissier du monde).

## Principe
Le classement est établi sur une consultation de plus de 1 000 experts culinaires : chefs, restaurateurs, gourmets et critiques culinaires du monde entier. La plupart des prix décernés sont associés à des sponsors ou partenaires.
La cérémonie annuelle de remise des prix s'est tenue à Londres de 2003 à 2015, à New York en 2016, à Melbourne en 2017, au Pays Basque en 2018 et à Singapour en 2019. La cérémonie 2020, prévue à Anvers a été reportée à 2021. La cérémonie 2022, prévue initialement à Moscou, est reprogrammée à Londres,.

### Derniers palmarès
Le « Meilleur restaurant 2024 » est le restaurant espagnol Disfrutar. Le palmarès 2025 sera dévoilé à Turin le 19 juin 2025.
Les restaurants déjà primés ne sont plus éligibles et sont listés dans un classement spécifique, The Best of the Best.

### Crédibilité
Le fonctionnement du classement est sujet à controverse. Le critique culinaire français François-Régis Gaudry, ancien membre de jury, dénonce le mode de consultation qui témoigne plus du buzz autour des établissements en l'absence de véritables tests encadrés.
Dans le The Guardian en 2003, Matthew Fort qualifie le classement de fumisterie (« humbug »), tandis que le chef espagnol Martín Berasategui a parlé de « farce », de classement « truqué », et évoqué le rôle dans ce classement d'un « grand groupe international de l'agro-alimentaire » qui souhaiterait porter atteinte au guide Michelin. Le classement a aussi été critiqué pour manquer de représentation féminine et pour être très centré sur l'Europe,.
Ce classement soulève ainsi des critiques quant à son sérieux,, et aux manipulations dont il fait l'objet, entraînant la démission de membres du jury. 
Le chef Ferran Adrià, pourtant plusieurs fois lauréat du concours, évoque poliment un manque de crédibilité et Joël Robuchon un manque de fiabilité. Le journaliste spécialisé Jörg Zipprick soulève également de nombreux autres problèmes quant à l'intégrité du classement.

## Meilleurs restaurants (Best Restaurants)

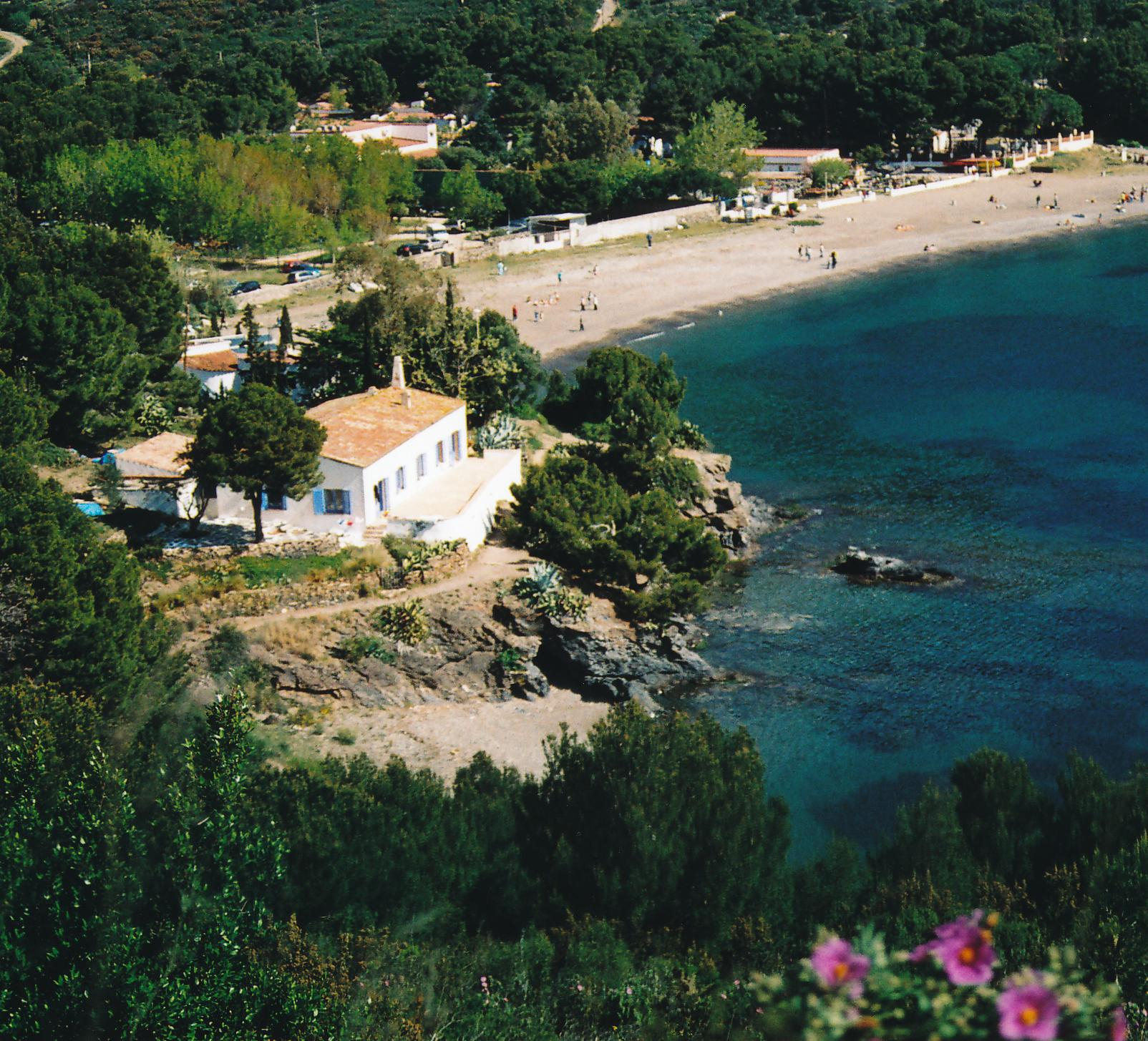
El Bulli.

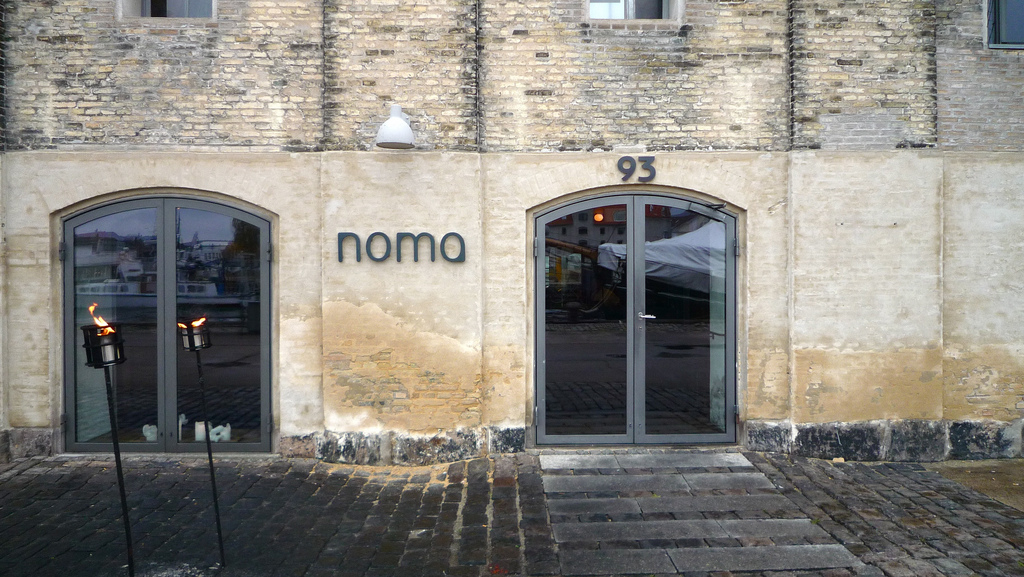
Façade du Noma.

| Meilleurs restaurants |                       |                       |                       |
| Année                 | 1er                   | 2e                    | 3e                    |
| 2002                  | elBulli               | Gordon Ramsay         | The French Laundry    |
| 2003                  | The French Laundry    | elBulli               | Le Louis XV           |
| 2004                  | The French Laundry    | The Fat Duck          | elBulli               |
| 2005                  | The Fat Duck          | elBulli               | The French Laundry    |
| 2006                  | elBulli               | The Fat Duck          | Pierre Gagnaire       |
| 2007                  | elBulli               | The Fat Duck          | Pierre Gagnaire       |
| 2008                  | elBulli               | The Fat Duck          | Pierre Gagnaire       |
| 2009                  | elBulli               | The Fat Duck          | Noma                  |
| 2010                  | Noma                  | elBulli               | The Fat Duck          |
| 2011                  | Noma                  | El Celler de Can Roca | Mugaritz              |
| 2012                  | Noma                  | El Celler de Can Roca | Mugaritz              |
| 2013                  | El Celler de Can Roca | Noma                  | Osteria Francescana   |
| 2014                  | Noma                  | El Celler de Can Roca | Osteria Francescana   |
| 2015                  | El Celler de Can Roca | Osteria Francescana   | Noma                  |
| 2016                  | Osteria Francescana   | El Celler de Can Roca | Eleven Madison Park   |
| 2017                  | Eleven Madison Park   | Osteria Francescana   | El Celler de Can Roca |
| 2018                  | Osteria Francescana   | El Celler de Can Roca | Mirazur               |
| 2019                  | Mirazur               | Noma                  | Asador Etxebarri      |
| 2021                  | Noma                  | Geranium              | Asador Etxebarri      |
| 2022                  | Geranium              | Central               | Disfrutal             |
| 2023                  | Central               | Disfrutar             | Diverxo               |
| 2024                  | Disfrutar             | Asador Etxebarri      | Table by Bruno Verjus |

## La meilleure femme Chef du monde (The World’s Best Female Chef)
- 2011 : Anne-Sophie Pic (première année de remise de ce prix)[18]
- 2012 : Elena Arzak[19]
- 2013 : Nadia Santini
- 2014 : Helena Rizzo
- 2015 : Hélène Darroze
- 2016 : Dominique Crenn
- 2017 : Ana Ros
- 2018 : Clare Smyth
- 2019 : Daniela Soto-Innes
- 2021 : Pía León[20]
- 2022 : Leonor Espinosa
- 2023 : Elena Reygadas[21]
- 2024 : Janaína Torres[22]

## Le meilleur Chef pâtissier du monde (The World’s Best Pastry Chef)
- 2016 : Pierre Hermé
- 2017 : Dominique Ansel
- 2018 : Cédric Grolet
- 2019 : Jessica Préalpato
- 2021 : Will Goldfarb[23]
- 2022 : René Frank[24]
- 2023 : Pía Salazar[25]
- 2024 : Nina Métayer[26]
- 2025 : Maxime Frédéric [27].

## Autres classements
- Best of the Best (reprend la liste des restaurants qui ont été numéro 1 les années précédentes)
- One To Watch Award (depuis 2016)
- Icon Award (depuis 2016)
- Art of Hospitality Award (depuis 2016)
- Highest Climber Award (depuis 2016)
- Chefs’ Choice Award (classement des chefs fait par des chefs)
- Sustainable Restaurant Award (depuis 2017, meilleur restaurant pour la responsabilité environnementale et sociale)
- Highest New Entry Award (meilleure entrée du classement)
- Continental Restaurant Awards (distingue le meilleur restaurant par continent)
- 50 Best Scholarship (bourse d'études pour des jeunes cuisiniers)
- Meilleur Sommelier (depuis 2022)